# Kruk (wiersz)

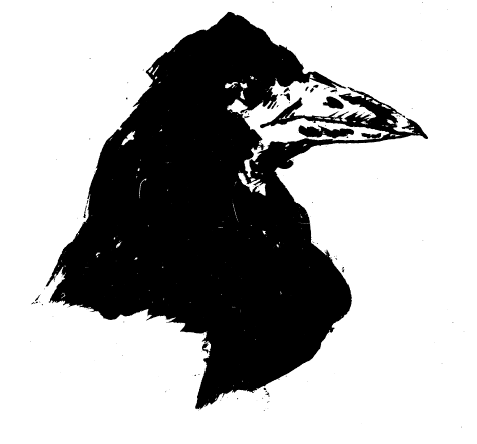
Ilustracja do francuskiego wydania wykonana przez Édouarda Maneta. Tłumaczenie Stéphane’a Mallarmé zostało opublikowane w 1875 roku.

Kruk (ang. The Raven) – poemat Edgara Allana Poego, pierwodruk 29 stycznia 1845 roku w New York Evening Mirror. Po raz pierwszy poeta odczytał go publicznie w salonie literackim, prowadzonym przez jego przyjaciółkę Anne Lynch Botta.
Utwór godzien jest uwagi ze względu na wyrazisty, dobitny rytm, melodyjne brzmienie, stylizację językową i atmosferę grozy. Opowiada o tajemniczej wizycie, jaką potrafiący mówić kruk złożył mężczyźnie zrozpaczonemu po stracie ukochanej, i przedstawia powolny proces przechodzenia nieszczęśnika w stan szaleństwa.
Język utworu, aliteracja (rare and radiant, filled me with fantastic terrors never felt before), paronomazje (pallid bust of Pallas just), wewnętrzne rymy (Once upon a midnight dreary, while I pondered, weak and weary, But the silence was unbroken, and the stillness gave no token,/And the only word there spoken was the whispered word, “Lenore?”) i archaiczne słownictwo podkreślają jego gotycki charakter. Poemat jest znany przede wszystkim z powtarzającego się w treści kluczowego wersu:
Quoth the Raven: Nevermore.
przekład filologiczny: Rzekł Kruk: Nigdy więcej.
Wiersz ma regularną budowę, jest to ośmiostopowiec trocheiczny – wersy składają się z ośmiu stóp zwanych trochejami. Wszystkie sześciowersowe strofy (jest ich 18) mają taką samą formę. Konsekwentnie zachowane metrum (prozodia) stwarza poczucie stabilności, spokoju, jednak użyte słownictwo kontrastuje z tym uczuciem i układem wiersza – powoduje bowiem wzrost napięcia i niepokój. Wielu uważa, iż utwór ten jest odzwierciedleniem paranoi autora.

## Przekłady na język polski

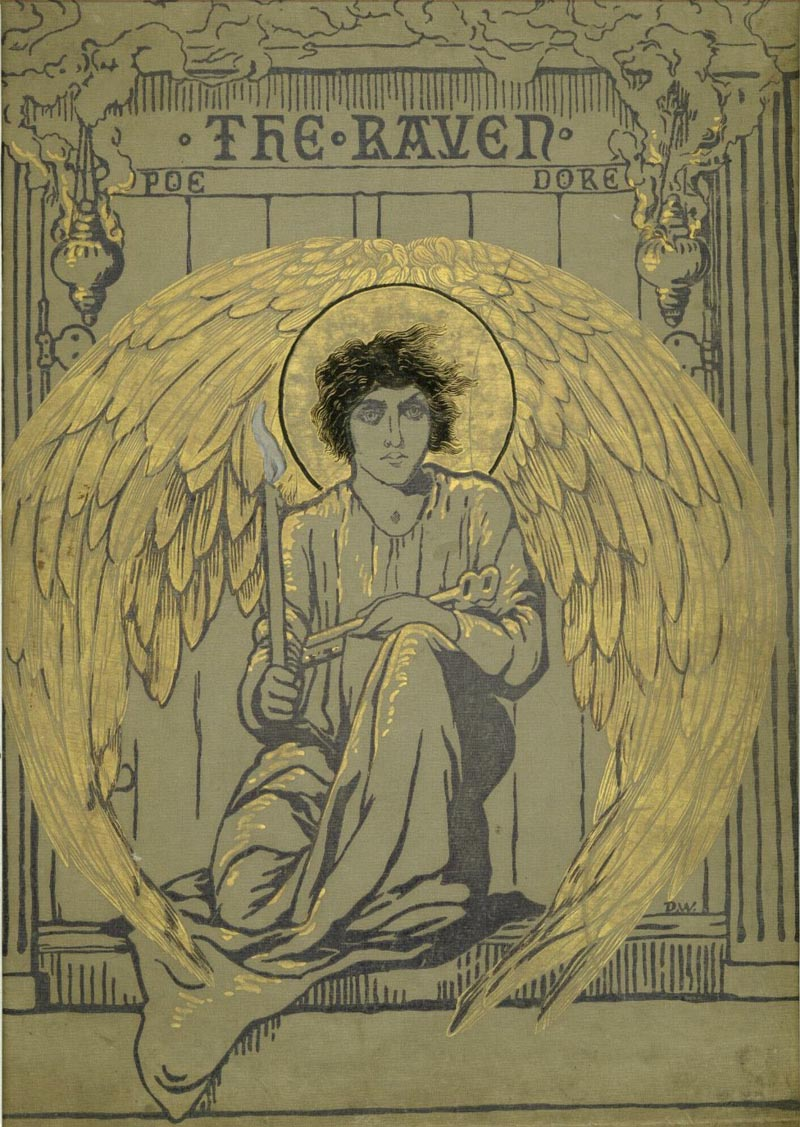
Kruk – ilustracja wykonana przez Gustave’a Dorégo

Na język polski utwór ten przełożyli między innymi: Zenon Przesmycki („Miriam”), Stanisław Barańczak, Marian Polak-Chlabicz, Władysław Jerzy Kasiński, Jolanta Kozak, Maciej Froński, Marcin Ciura, Krzysztof Jaskuła, Barbara Beaupré, Tomasz Beksiński (fragmentarycznie).
Damian Kaja zauważa, że jednym z najważniejszych problemów dla tłumacza jest niezwykły poziom komplikacji symboli w wierszu (pomimo względnie czytelnej fabuły), połączony z wyjątkowo misternym metrum (ośmiostopowiec trocheiczny); stwierdza także, że porównanie ze sobą poszczególnych tłumaczeń jest doświadczeniem cennym dla czytelnika.
Powtarzające się „Nevermore” było oddawane przez wymienionych tłumaczy odpowiednio jako „Nigdy już”, „Kres i krach”, „Nigdy więcej”, „Nevermore” (pozostawione bez tłumaczenia), „Próżny trud”, „Rojeń krach”,„Nigdy więcej”, „Nigdy już”, wreszcie „Nigdy już” lub „Nigdy więcej” w zależności od strofy.
Wszyscy spośród wymienionych tłumaczy zdołali w przybliżeniu zachować oryginalny rym i rytm, pomimo że w języku polskim wyjątkowo trudne jest znajdywanie dobrych rymów męskich.

## Galeria

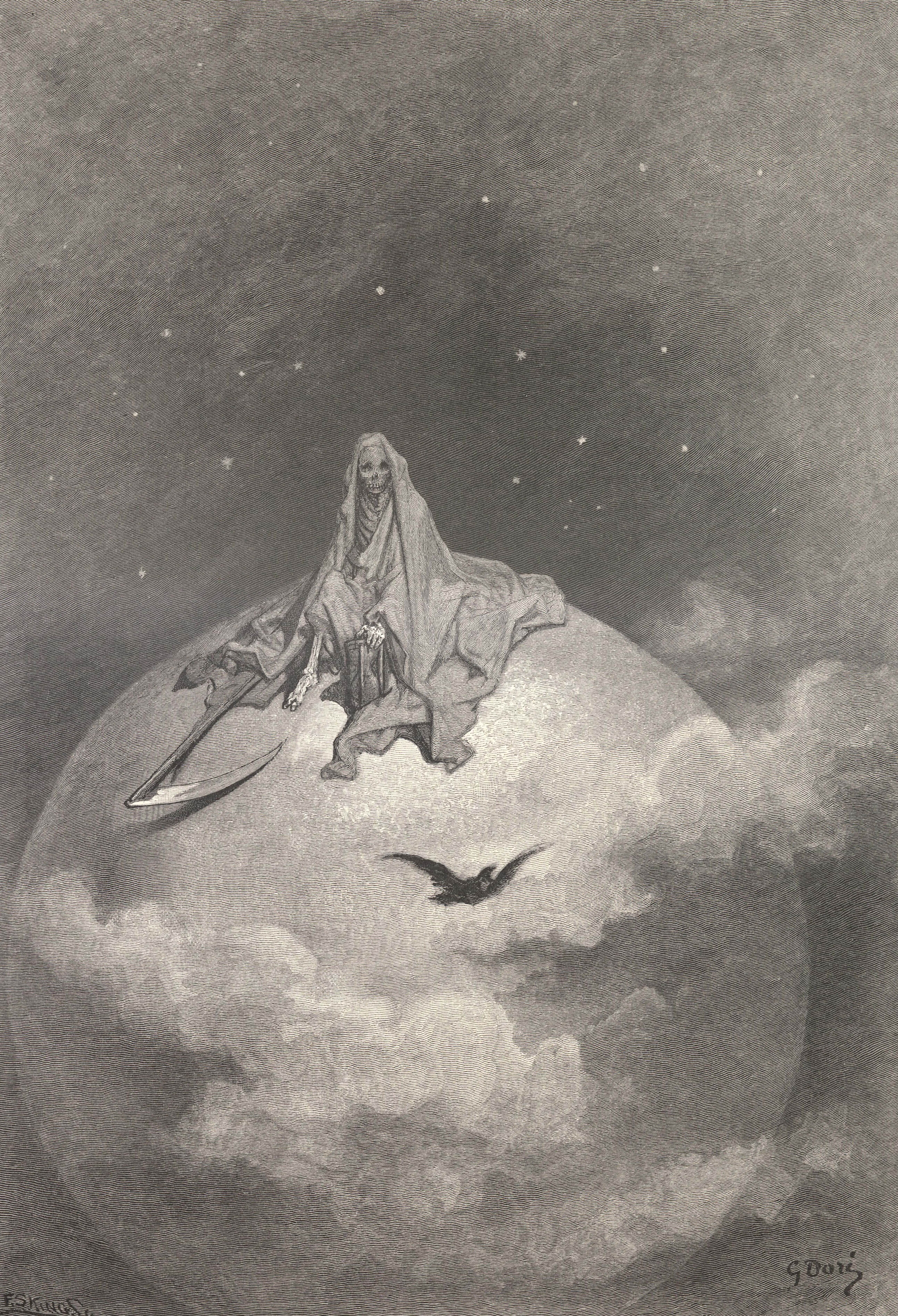
Kruk – ilustracja wykonana przez Gustave’a Dorégo
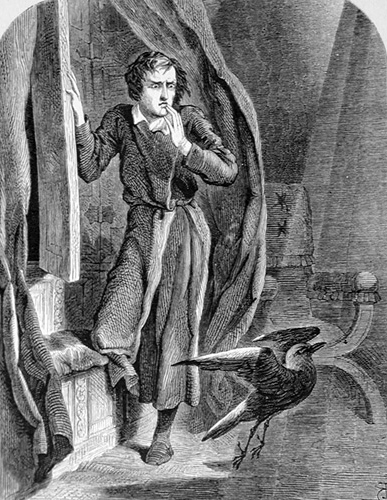
John Tenniel, ilustracja do Kruka (1858)
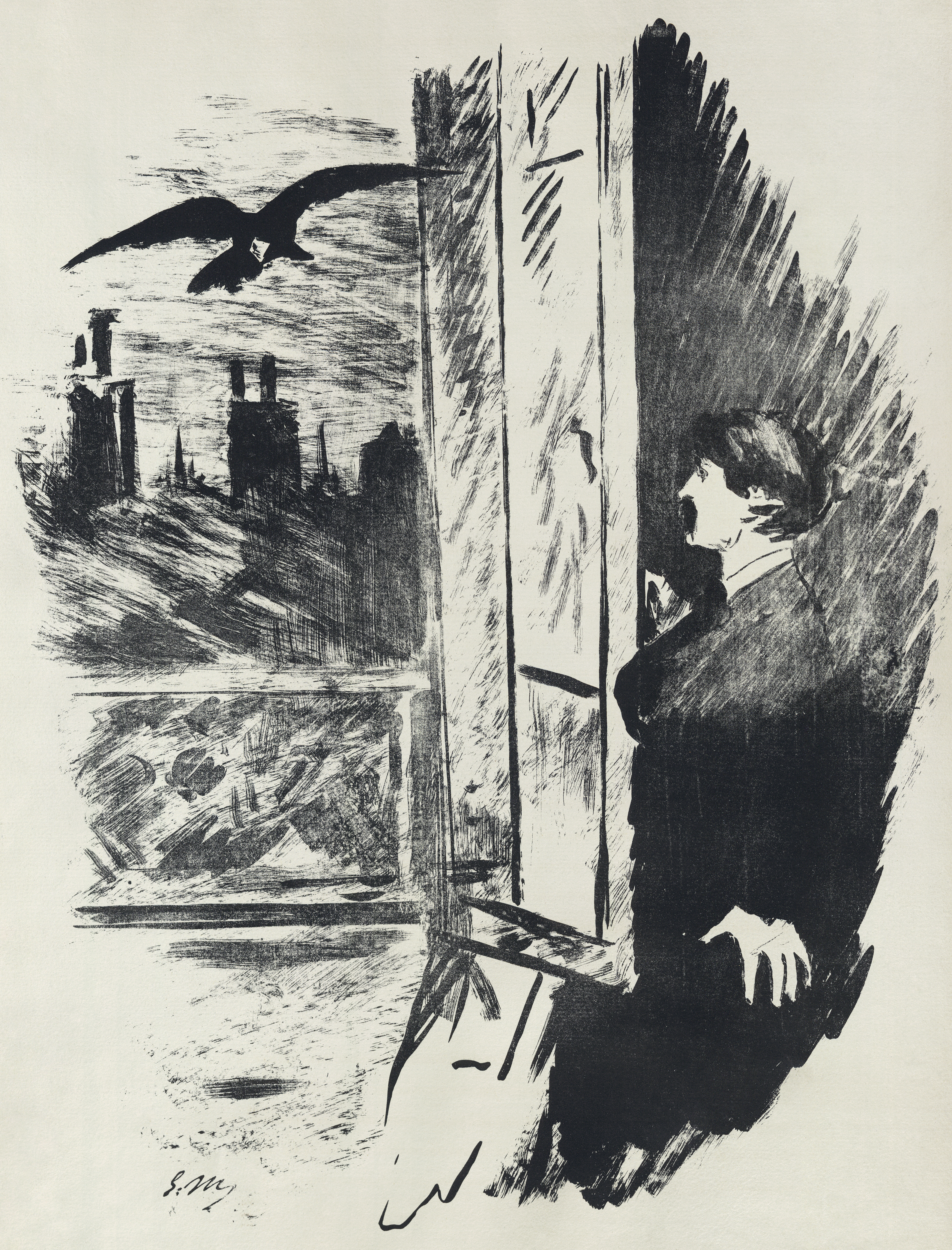
Kruk – ilustracja autorstwa Édouarda Maneta